# Triaenodes lanceolatus
Triaenodes lanceolatus là một loài Trichoptera trong họ Leptoceridae. Chúng phân bố ở miền Australasia.